# (95928) Tonycook
(95928) Tonycook est un astéroïde de la ceinture principale.

## Description
(95928) Tonycook est un astéroïde de la ceinture principale. Il fut découvert le 7 mai 2003 aux monts Santa Catalina par le projet CSS. Il présente une orbite caractérisée par un demi-grand axe de 2,70 UA, une excentricité de 0,16 et une inclinaison de 13,2° par rapport à l'écliptique.

## Compléments